# Liên họ Bạc má
Liên họ Bạc má (danh pháp khoa học: Paroidea) là một liên họ thuộc phân bộ Passeri, gồm 81 loài trong 3 họ. Các loài thuộc liên họ này phân bố rộng khắp Bắc Bán cầu và vùng nhiệt đới châu Phi, với mức đa dạng sinh học tập trung lớn nhất ở Trung Quốc và châu Phi.

## Phân loại
Liên họ Bạc má (Paroidea) gồm 3 họ, trước đây xếp trong liên họ Lâm oanh (Sylvioidea):
- Remizidae: phàn tước (11 loài)
- Paridae: bạc má (61 loài)
- Stenostiridae: chích tiên (9 loài)